# 克萨 (西班牙市镇)
克萨，是西班牙巴伦西亚自治区巴伦西亚省的一个市镇。总面积73平方公里，总人口753人（2001年），人口密度10人/平方公里。